# Lu Haodong
Lu Haodong, nato Lu Chung-gui (中桂, Zhōngguì), nome di cortesia Hsien-hsiang (獻香, Xiànxiāng) (caratteri cinesi: 陸皓東; pinyin: Lù Hàodōng; Xiangshan, 1868 – Guangzhou, 1895), è stato un disegnatore e rivoluzionario cinese, primo "martire rivoluzionario" della Repubblica di Cina.
Nello stesso anno della sua morte disegnò il "Cielo Blu con Sole Bianco", l'emblema di partito del Kuomintang (KMT) che sarebbe poi diventato simbolo nazionale della Repubblica di Cina, tuttora utilizzato nella nazione di Taiwan.

## Biografia
Nato nel villaggio di Cuiheng, Contea di Xiangshan, nel Guangdong, Lu Hao-tung era compagno di scuola e amico d'infanzia di Sun Yat-sen. Dopo aver deliberatamente danneggiato una statua della divinità Bei Di, Lu scappò dal villaggio e si trasferì a Shanghai, dove studiò alla Shanghai Telegram School (學堂). Durante gli studi, lavorò per il Wuhu Telegram Office (蕪湖電報局).
Nel 1890 tornò nel villaggio nativo, dove si unì ad altri rivoluzionari. Cinque anni più tardi, mentre partecipava alla Prima Insurrezione di Guangzhou, fu arrestato e giustiziato dai soldati dell'impero Qing.

## Cultura di massa
Nel 1992 il regista Tsui Hark ha diretto la pellicola Once Upon a Time in China II, in cui l'attore David Chiang interpreta il personaggio di Lu. Nel film Lu viene ucciso dai soldati manchu, mentre prova a scappare dal Guangdong con l'aiuto di Wong Fei Hung.